# دسلوراتادین
دسلوراتادین (با نام تجاری نئوتادین و Clarinex و Aerius) یک آنتاگونیست سه حلقه ای H۱ است که برای درمان آلرژی استفاده می‌شود. این ماده یک متابولیت فعال از داروی لوراتادین است.
این دارو در سال ۱۹۸۴ ثبت اختراع شد و در سال ۲۰۰۱ مورد استفاده پزشکی قرار گرفت.
معمولا دسلوراتادین نسبت به داروهای ضد حساسیت و آلرژی عوارضی مانند خواب الودگی کمتری دارد

## مکانیزم اثر
قرص نئوتادین جزو آنتی‌هیستامین‌ها است. داروی آنتی‌هیستامین باعث بلاک گیرنده‌های H1 در بدن می‌شود و با کاهش آزادسازی هیستامین باعث کاهش علائم آزاردهنده حساسیت و آلرژی می‌شود.
این دارو یک ساعت بعد از مصرف، شروع به اثر می‌کند و تا ۲۴ ساعت اثر آن در بدن باقی می‌ماند. اوج اثر دارو ۳ ساعت بعد از مصرف آن دیده می‌شود.
متابولیسم یا سوخت و ساز این دارو در کبد انجام می‌شود. متابولیت فعال این دارو ۳ هیدروکسی‌دس‌لوراتادین است که در کبد توسط آنزیمی نامعلوم به متابولیت فعال خود تبدیل می‌شود. 

## اثرات جانبی
شایعترین عوارض جانبی این دارو خستگی (۱٫۲٪)، خشکی دهان (۳٪) و سردرد (۰٫۶٪) است.
اگر هر یک از این علائم شدید است یا از بین نمی رود، به پزشک خود اطلاع دهید:
- سردرد
- حالت تهوع
- اسهال
- سرگیجه
- گلو درد
- خشکی دهان
- درد عضلانی
- خستگی مفرط یا ضعف غیر معمول
- خواب آلودگی
- قاعدگی دردناک

برخی از عوارض جانبی نادر که می تواند جدی باشند نیز عبارتند از:
- کهیر
- خارش، مانند خارش پوست
- راش
- مشکل در تنفس یا بلع
- اِدِم، مانند تورم صورت، گلو، زبان، لب‌ها،  تورم پلک ها یا اطراف چشم، دست‌ها، پاها، مچ پا یا پایین ساق پا
- نامنظم شدن ضربان قلب یا نبض
- تنگی نفس، تنفس دشوار یا سخت، گرفتگی قفسه سینه، خس خس سینه

اگر هر یک از این علائم را تجربه کردید، باید مصرف دسلوراتادین را متوقف کنید و فوراً با پزشک خود تماس بگیرید یا تحت درمان فوری پزشکی قرار بگیرید.